# پهلوهای کشتی

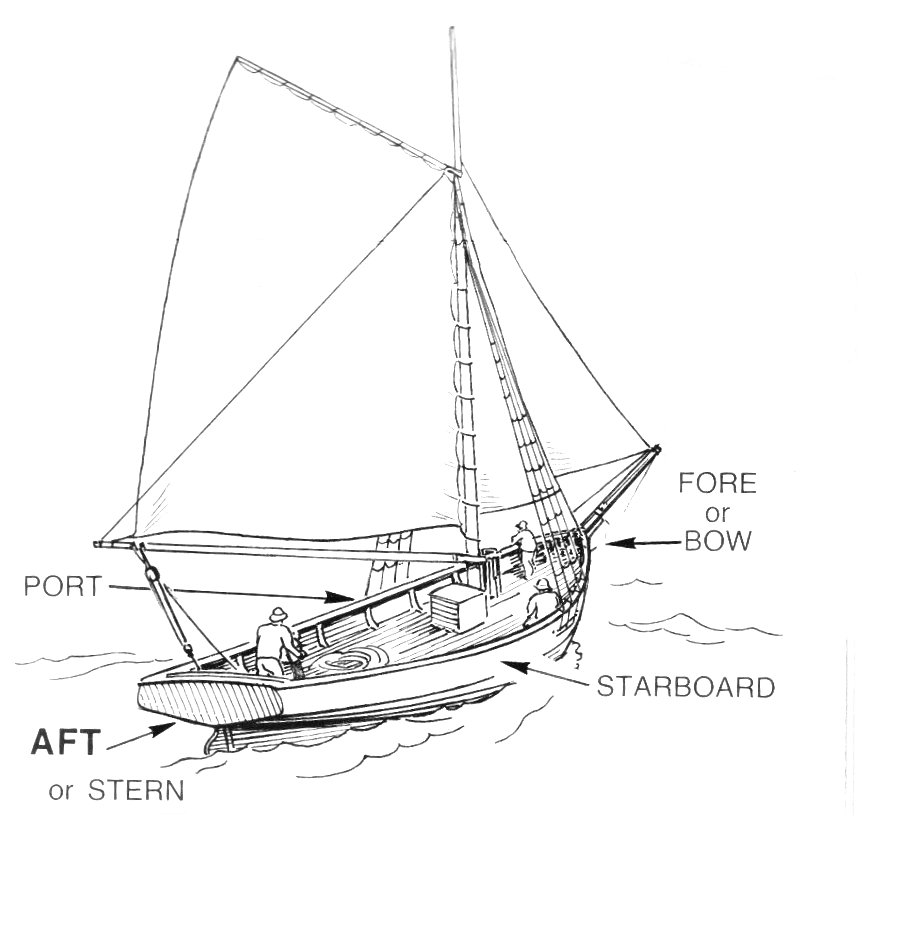

نمای شماتیک چراغ دریانوردی یک کشتی که سمت پورت (قرمز) و استاربورد (سبز) را نشان می‌دهد

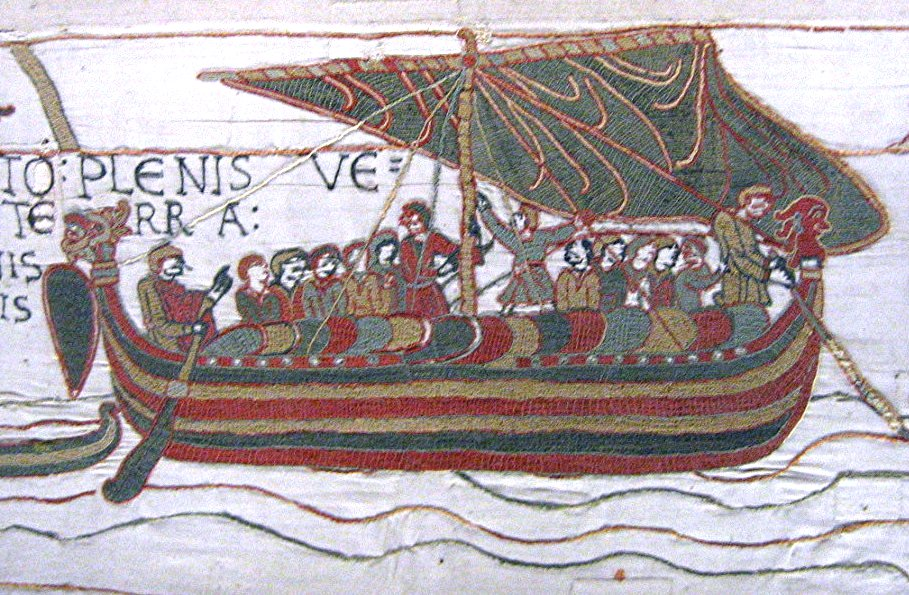
تصویری از فرشینه بایو که یک درازکشتی با یک پاروی سکان در سمت راست را نشان می‌دهد.

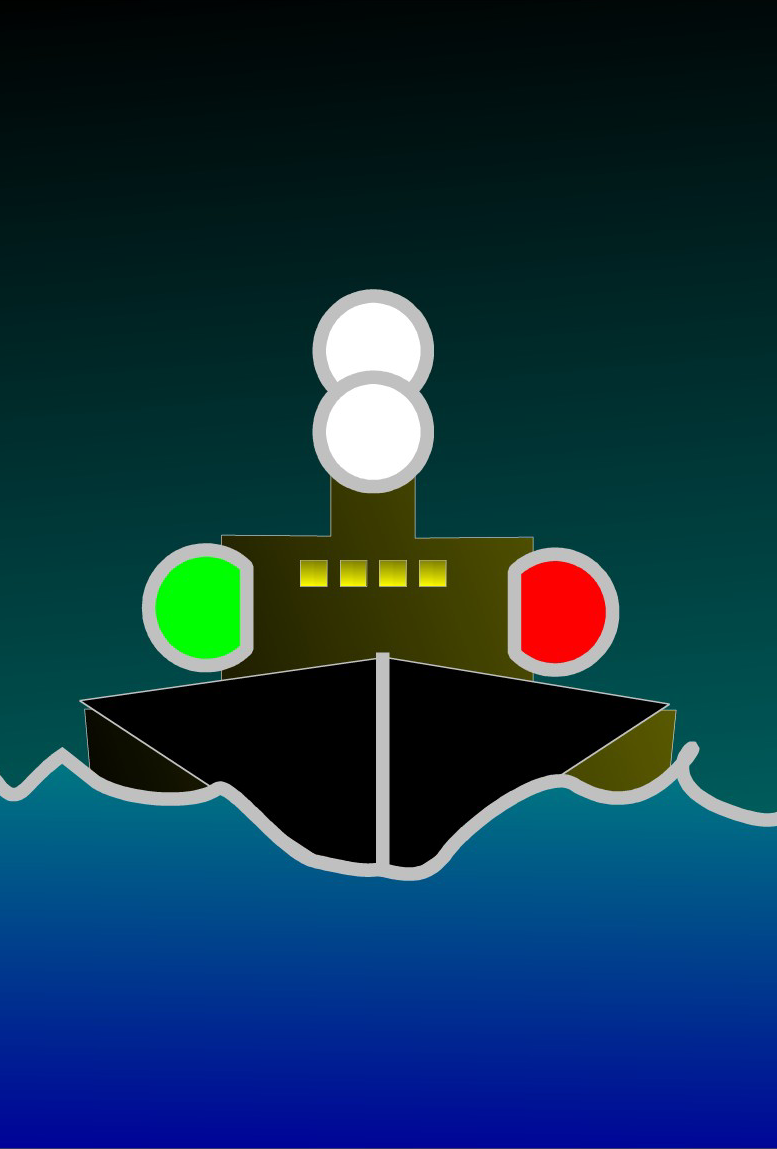
قایقی که در حال نزدیک شدن است و سمت پورت (قرمز) و استاربورد (سبز) خود را نشان می‌دهد

سمت‌های چپ و راست در پهلوهای کشتی بسته به جهتی که فرد به آن رو دارد معین می‌شود.
به این دلیل، برای جلوگیری از ابهام و هماهنگی بهتر در ارتباطات، از قدیم در میان مردمان دریانورد، ازجمله انگلیسی‌زبان‌ها و هلندی‌زبان‌ها اصطلاحات دقیق‌تری برای اشاره به این دو پهلو به‌کار گرفته‌اند بدین صورت:
- پورت: سمت چپ وسیله از دید کسی که رو به جلو ایستاده است.
- استاربورد: سمت راست وسیله از همان دید.

بدین شکل، در اصطلاحات دریانوردی و فضانوردی انگلیسی، و به تبع آن بین‌المللی، پورت (Port) به معنی پهلوی چپ و سمت چپ و استاربورد (starboard) به معنی پهلو و سمت راست شناور یا فضاپیما است، زمانی که فرد در داخل وسیله رو به سوی جلو (دماغه) قرار دارد. اگر فرد رو به عقب کشتی داشته باشد و از کلمه پورت استفاده کند منظورش همان پهلوی چپ کشتی در حالتی است که آن فرد رو به جلوی کشتی داشت.
از آنجا که اصطلاحات پورت و استاربورد هرگز تغییر نمی‌کنند، به عنوان مرجع‌هایی بدون ابهام و مستقل از جهت‌گیری دریانوردان استفاده می‌شوند. به همین دلیل دریانوردان به جای «چپ» و «راست» از این اصطلاحات دریانوردی استفاده می‌کنند تا از هرگونه سردرگمی جلوگیری شود. هنگامی که به سمت جلو و دماغه کشتی نگاه می‌کنید، پورت به سمت چپ و استاربورد به سمت راست اشاره دارد.

## ریشه واژه‌ها
- استاربورد: از واژه انگلیسی قدیمی steorbord به معنای «سمت سکان» گرفته شده، زیرا سکان کشتی‌های قدیمی در سمت راست قرار داشت.
- پورت: سمت چپ کشتی که برای پهلوگیری در بندر (پورت به انگلیسی) استفاده می‌شد. قبلاً به آن «لاربورد» گفته می‌شد که به دلیل شباهت آوایی با «استاربورد» کنار گذاشته شد.

در روزهای اولیه قایقرانی، قبل از اینکه کشتی‌ها به سکان‌های مرکزی مجهز شوند، قایق‌ها با استفاده از یک پاروی هدایت‌کننده کنترل می‌شدند. از آنجا که بیشتر ملوانان راست‌دست بودند، این پارو در سمت راست انتهای قایق قرار می‌گرفت. ملوانان به این سمت، "سمت سکان" می‌گفتند که به‌تدریج به استاربورد تبدیل شد؛ ترکیبی از دو واژه انگلیسی قدیمی: stéor (به معنای "سکان" و هدایت) و bord (به معنای "پهلوی قایق").
با افزایش اندازه قایق‌ها، پاروی هدایت نیز بزرگ‌تر شد و پهلو گرفتن قایق از سمت مخالف پاروی هدایت بسیار آسان‌تر شد. این سمت به لاربورد (larboard) یا «سمت بارگیری» معروف شد. اما چون واژه لاربورد به‌راحتی با استاربورد اشتباه گرفته می‌شد، به تدریج با اصطلاح پورت جایگزین شد. این نام‌گذاری مناسب بود زیرا این سمت رو به بندر (port) قرار داشت و از طریق آن ملوانان می‌توانستند لوازم و کالاها را توسط باربران (porters) به کشتی منتقل کنند.

## اهمیت
اصطلاحات «پورت» و «استاربورد» در قوانین بین‌المللی جلوگیری از تصادفات دریایی (مانند معاهده بین‌المللی COLREGs) برای تعیین مسیرها و جلوگیری از برخوردها ضروری هستند.
همچنین این اصطلاخات برای تشخیص بهتر، چراغ‌های ناوبری در شب استفاده می‌شوند: چراغ سبز برای استاربورد و چراغ قرمز برای پورت.
این اصطلاحات برای تقسیم‌بندی خدمه کشتی‌ها یا زیردریایی‌ها در تیم‌های کاری نیز به‌کار می‌روند، مانند تیم‌های «پورت» و «استاربورد».